# Poste de péage de Belgrade

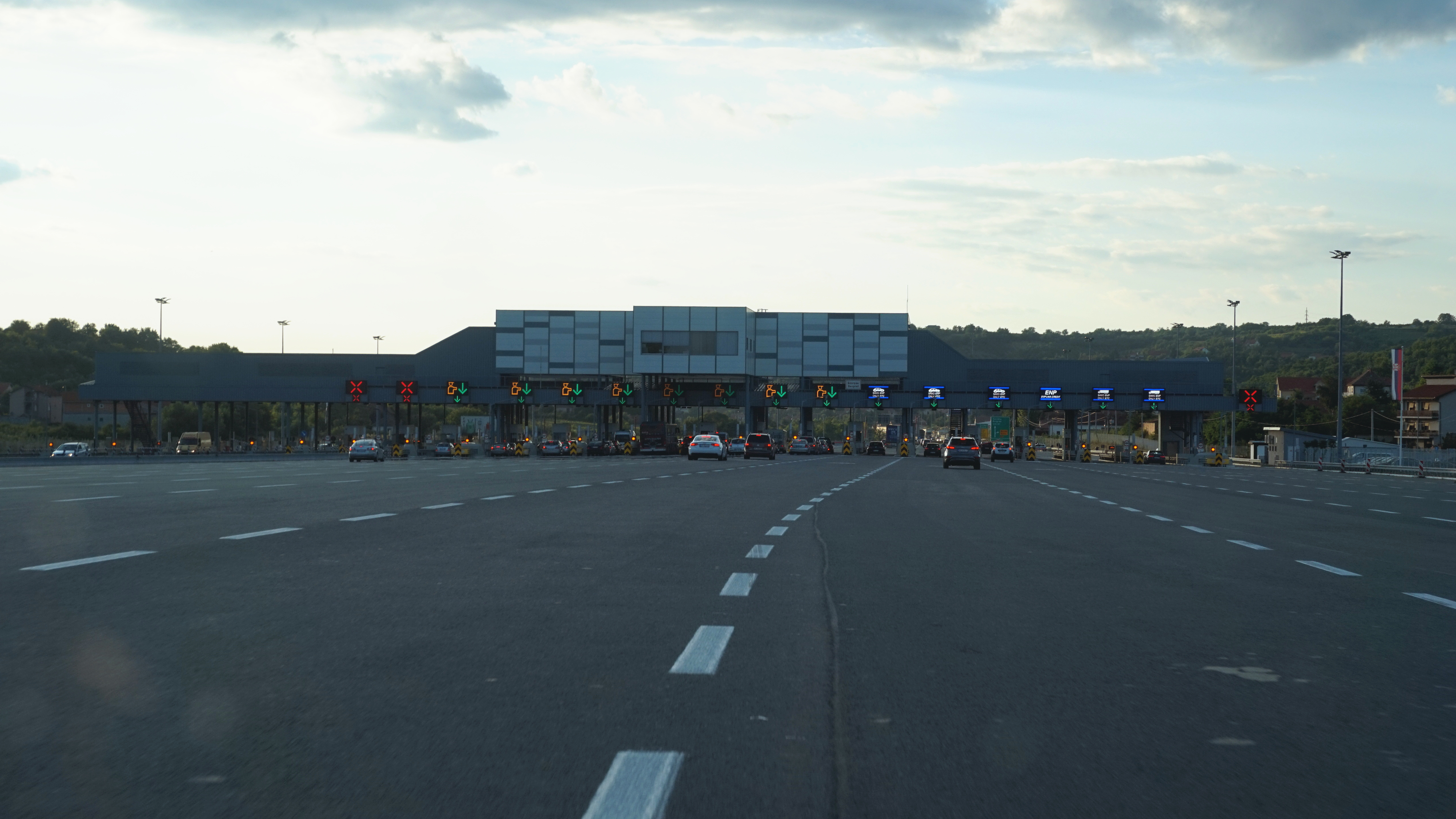
Arrivée au péage en provenance de Niš.

Le péage de Belgrade, en version longue le poste de péage de Belgrade, est un péage mis en service en 2017 sur l'autoroute serbe A1, à l’est du territoire de la Ville de Belgrade, dans la localité de Vrčin. Il a la capacité la plus importante de tous les autres péages des autoroutes de la Serbie.
Il a été mis en service le 13 avril 2017 au kilomètre 225+300 de l'autoroute A1.
Le péage est aujourd'hui composé de 23 voies de passage et fait travailler plus de 130 personnes.
Ce péage est exploité par l'entreprise publique "Putevi Srbije".
En 2019, 203 178 véhicules  sont passés sur un week-end du mois de juillet. Ce péage a été conçu à un passage de 5 600 véhicules par heure.